# Isa (municipiu)
Isa (伊佐市 Isa-shi?) este un municipiu din Japonia, prefectura Kagoshima. Actualul municipiu a fost creat la 1 noiembrie 2008 prin comasarea municipiului Ōkuchi cu orașul Hishikari din districtul Isa. În rezultatul reogranizării districtul Isa a fost desființat.